# Coro Crecer Cantando
El Coro Crecer Cantando es un coro perteneciente al Programa Crecer Cantando del Municipal de Santiago. Fue creado en 1995 y está formado por alumnos secundarios seleccionados de distintos coros escolares de Chile. Estos miembros se renuevan cada año y nuevos integrantes llegan desde los coros participantes de Crecer Cantando. Estos niños y adolescentes trabajan durante todo el año en aprender nuevo repertorio, técnica vocal e interpretación. Todos los años el coro es invitado frecuente a participar en conciertos de gran envergadura con obras del repertorio sinfónico coral, ballet y ópera, en conjunto con distintas orquestas y agrupaciones instrumentales del país. Actualmente el director del coro es Víctor Alarcón. El coro ha sido dirigido por los maestros Víctor Alarcón, Fernando Rosas, Maurizio Benini, Rodolfo Fischer, Maximiano Valdés, José Luis Domínguez, Jeffrey Parker y Juan Pablo Izquierdo, entre otros.
Recientemente, el Coro Crecer Cantando ha colaborado con la Orquesta Sinfónica Nacional Juvenil y la Orquesta Sinfónica Infantil Metropolitana, presentándose en conciertos masivos en Santiago, el Palacio de La Moneda y el Teatro CorpArtes.

## Obras Realizadas
- El Mesías de G. F. Haendel
- La Creación de J. Haydn
- Novena Sinfonía "Coral" de L. van Beethoven
- Réquiem de G. Fauré
- Réquiem de W. A. Mozart
- Shemá Yisra'il de Sarit Hadad
- Carmina Burana de C. Off
- Oratorio “Mamalluca” de Los Jaivas
- Les Noces de I. Stravinsky
- Misa de la Coronación de W. A. Mozart
- La flauta mágica de W. A. Mozart

Estas obras se han presentado en el Municipal de Santiago, Quinta Vergara de Viña del Mar, Palacio de La Moneda, en la Catedral Metropolitana de Santiago, en Salón Fresno de la Pontificia Universidad Católica y en el Teatro Escuela de Carabineros